# 全称記号
全称記号（ぜんしょうきごう、universal quantifier）とは、数理論理学において「全ての」（全称量化）を表す記号である。通常「∀」と表記され、全称量化子（ぜんしょうりょうかし）、全称限量子（ぜんしょうげんりょうし）、全称限定子（ぜんしょうげんていし）、普遍量化子（ふへんりょうかし）、普通限定子（ふつうげんていし）などとも呼ばれる。

## 記号の意味
「P(x)」という開論理式が与えられたとき、これが意味するところは「……はPである」ということだけで、これだけでは真偽が確定しない。そこで、「P(x)」に現れている自由変項「x」を量化子によって束縛することにより、新たに閉論理式が得られる。このような閉論理式は、しかるべき解釈を施すことにより真偽を確定することができる。一般に量化記号には、「全ての」を意味する全称記号「∀」と、「存在する」を意味する存在記号「∃」の2種類がある。このうち全称記号「∀」によって束縛した場合には「∀xP(x)」という閉論理式が得られ、これは「全ての（任意の） x について、x は P である」（より簡単には「全ての x は Pである」）という意味になる。このように自由変数を束縛して得られる閉論理式はもとの論理式の全称閉包（universal closure）と呼ばれる。
「∀xP(x)」は存在記号と否定記号とを用いて、「￢∃x￢P(x)」と表現することもできる。「￢∃x￢P(x)」は「P でないような x は存在しない」という意味だから、これはすなわち「全ての x は Pである」ということである。また、議論領域 (domain of discourse) が有限の場合、「∀xP(x)」は全称記号を使わずに連言のみで表現できる。例えば議論領域が {a, b, c} のとき、「∀xP(x)」と「P(a) ∧ P(b) ∧ P(c)」は同じ意味となる（詳しくは述語論理、量化の各記事を参照）。また ∀x ∈ A P(x) により ∀x[x ∈ A ⇒ P(x)] あるいは ∀x > 0 P(x) により ∀x[x > 0 ⇒ P(x)] を意味するような略記が用いられる。

## 記号法の歴史

### フレーゲ
全称量化を表現する記号法が初めて導入されたのは、量化理論の祖とされるゴットロープ・フレーゲの『概念記法』（1879年）においてである。しかしフレーゲの論理式表記法は、現在広く用いられている線形的な表記法とは大きく異なる2次元的な表記法であり、全称量化の表現も独特のものを採用していた。現在の表記法で「∀xP(x)」と表現される式は、フレーゲの表記法では、
と書かれた。P(x)の左側にあるくぼみ部分が全称記号に当たる。このフレーゲの表記法はそのあまりの特殊性から、その後普及することはなかった。

### ラッセル＝ホワイトヘッド
こののち、イタリアの数学者ジュゼッペ・ペアノによって線形的な論理式表記法が整備され、これを受け継いだラッセルとホワイトヘッドの『プリンキピア・マテマティカ』（1910-1913年）においては、全称記号は「( )」によって表現された。すなわち「∀xP(x)」は、「(x)P(x)」と表記された。この「( )」という記号法の形は、「全ての」を意味するラテン語「omnis」の頭文字「O」に由来するという。『プリンキピア・マテマティカ』ではこのほかに「(x)[P(x) ⊃ Q(x)]」の略記法として、（これもペアノに由来する）「P(x) ⊃x Q(x)」という表記法が用いられている。このラッセル流の記号法はチャーチやクワインの教科書にも採用されたため、その後も一定の影響力をもった。

### ゲンツェン
現在最も広く用いられている「∀」という記号は、ドイツの論理学者ゲルハルト・ゲンツェンによって導入されたといわれている。ゲンツェンが1935年に発表した論文「論理的推論についての研究 1」では、「All-Zeichen」（直訳すると「全て記号」）として「∀」が使用されており、これはラッセルが用いていた存在記号「∃」に対応してデザインされたものだという。この記号の形は、「all」（ドイツ語で「全ての」を意味する）の頭文字「A」を反転させたものに由来している。
ゲンツェンはラッセル流の「( )」をあえて採用しなかったが、これは、数学において「( )」は既に別の意味で用いられており、既存の用法との混同を避けたかったためだと同論文では説明されている。第二次世界大戦後の数理論理学界を代表する2冊の教科書、クリーネの『メタ数学入門』（1952年）及びシェーンフィールドの『数理論理学』（1967年）では、このゲンツェン流の記号法が用いられている。

### その他の記号法
このほかにも様々な記号法が存在し、例えばシュレーダーやウカシェヴィチは全称記号として「Π」（存在記号は「Σ」）を、タルスキは「∩」（存在記号は「∪」）を使用している。既に述べたように、全称量化は連言（論理積）の操作と深く関係しており、「Π」や「∩」といった積の記号が全称記号として用いられるのはこの点に由来している。
こうした「∀」以外の記号法は近年ではあまり見られなくなったが、現在でも対象量化と代入量化とを区別したい場合には、代入量化の全称記号として特に「Π」を用いることがある。

## 符号位置
| 記号 | Unicode | JIS X 0213 | 文字参照                  | 名称       |
| ---- | ------- | ---------- | ------------------------- | ---------- |
| ∀    | U+2200  | 1-2-47     | &forall; &#x2200; &#8704; | 普通限定子 |